# Jerzy Szotmiller
Jerzy Szotmiller (Varsavia, 20 febbraio 1933 – Częstochowa, 31 luglio 2011) è stato un vescovo vetero-cattolico polacco.
Fu ordinato presbitero il 24 febbraio 1961 dal vescovo Maksymilian Rode. Dall'ottobre 1975 al novembre 1976 prestò servizio pastorale nella diocesi brasiliana della Chiesa cattolica nazionale polacca. Il 29 luglio 1979 fu consacrato vescovo della Diocesi di Cracovia-Częstochowa da Tadeusz Majewski, coadiuvato da Francis Rowinski, Joseph Nieminski e Maksymilian Rode. Si dimise il 20 febbraio 2003, al compimento del settantesimo anno di età; tra il marzo 2004 e il giugno 2005 lasciò l'incarico di amministratore apostolico a Kazimierz Fonfara, per poi tornare egli stesso ad occupare quel ruolo.
Il 29 luglio 2009 durante la Messa solenne officiata nella Chiesa-monumento a Franciszek Hodur a Libiąż celebrò il ringraziamento per il 30º anniversario della sua ordinazione episcopale. Alla cerimonia di ringraziamento partecipò il superiore della Chiesa polacco-cattolica, il vescovo Wiktor Wysoczański insieme al cancelliere della curia vescovile della Diocesi di Varsavia, Richard M. Dabrowski, il clero e gli Stati generali del Consiglio Ecumenico Polacco.

## Genealogia episcopale
La genealogia episcopale è:
Chiesa cattolica
- Cardinale Scipione Rebiba
- Cardinale Giulio Antonio Santori
- Cardinale Girolamo Bernerio, O.P.
- Arcivescovo Galeazzo Sanvitale
- Cardinale Ludovico Ludovisi
- Cardinale Luigi Caetani
- Vescovo Giovanni Battista Scanaroli
- Cardinale Antonio Barberini iuniore
- Arcivescovo Charles-Maurice le Tellier
- Vescovo Jacques Bénigne Bossuet
- Vescovo Jacques de Goyon de Matignon
- Vescovo Dominique Marie Varlet

Chiesa romano-cattolica olandese del clero vetero episcopale
- Arcivescovo Petrus Johannes Meindaerts
- Vescovo Johannes van Stiphout
- Arcivescovo Walter van Nieuwenhuisen
- Vescovo Adrian Jan Broekman
- Arcivescovo Jan van Rhijn
- Vescovo Gisbert van Jong
- Arcivescovo Willibrord van Os
- Vescovo Jan Bon
- Arcivescovo Johannes van Santen

Chiesa vetero-cattolica
- Arcivescovo Hermann Heykamp
- Vescovo Gasparus Johannes van Rinkel
- Arcivescovo Gerardus Gul

Chiesa cattolica nazionale polacca
- Vescovo Franciszek Hodur
- Vescovo Leon Grochowski

Chiesa polacco-cattolica
- Vescovo Tadeusz Majewski
- Vescovo Jerzy Szotmiller